# Kanton Cholet-2
Der Kanton Cholet-2 ist seit 1973 ein französischer Wahlkreis im Arrondissement Cholet, im Département Maine-et-Loire und in der Region Pays de la Loire; sein Hauptort ist Cholet.

## Gemeinden
Der Kanton besteht aus 20 Gemeinden und Gemeindeteilen mit insgesamt 43.920 Einwohnern (Stand: 1. Januar 2022) auf einer Gesamtfläche von 601,73 km²: 
| Gemeinde            | Einwohner 1. Januar 2022 | Fläche km² | Dichte Einw./km² | Code INSEE | Postleitzahl        |
| ------------------- | ------------------------ | ---------- | ---------------- | ---------- | ------------------- |
| Cernusson           | 329                      | 8,45       | 39               | 49057      | 49310               |
| Chanteloup-les-Bois | 712                      | 27,47      | 26               | 49070      | 49340               |
| Cholet              | 11.429                   | 25,91      | 441              | 49099      | 49300               |
| Cléré-sur-Layon     | 345                      | 21,74      | 16               | 49102      | 49560               |
| Coron               | 1.575                    | 31,49      | 50               | 49109      | 49690               |
| La Plaine           | 1.016                    | 22,16      | 46               | 49240      | 49360               |
| La Tessoualle       | 3.178                    | 21,21      | 150              | 49343      | 49280               |
| Les Cerqueux        | 892                      | 13,86      | 64               | 49058      | 49360               |
| Lys-Haut-Layon      | 7.722                    | 178,84     | 43               | 49373      | 49310, 49540, 49560 |
| Maulévrier          | 3.206                    | 33,42      | 96               | 49192      | 49360               |
| Mazières-en-Mauges  | 1.257                    | 8,90       | 141              | 49195      | 49280               |
| Montilliers         | 1.229                    | 26,36      | 47               | 49211      | 49310               |
| Nuaillé             | 1.454                    | 13,23      | 110              | 49231      | 49340               |
| Passavant-sur-Layon | 128                      | 4,91       | 26               | 49236      | 49560               |
| Saint-Paul-du-Bois  | 600                      | 26,58      | 23               | 49310      | 49310               |
| Somloire            | 875                      | 31,83      | 27               | 49336      | 49360               |
| Toutlemonde         | 1.316                    | 12,63      | 104              | 49352      | 49360               |
| Trémentines         | 3.078                    | 34,06      | 90               | 49355      | 49340               |
| Vezins              | 1.750                    | 18,02      | 97               | 49371      | 49340               |
| Yzernay             | 1.829                    | 40,66      | 45               | 49381      | 49360               |
| Kanton Cholet-2     | 43.920                   | 601,73     | 73               | 4913       | –                   |

1. ↑   Nur der nordöstliche Teil der Gemeinde, der Rest gehört zum Kanton Cholet-1.

Bis zur landesweiten Neugliederung der Kantone 2015 bestand der Kanton Cholet-2 aus einem Teil der Stadt Cholet und weiteren neun Gemeinden: Les Cerqueux, Chanteloup-les-Bois, Maulévrier, Mazières-en-Mauges, Nuaillé, Toutlemonde, Trémentines, Vezins und Yzernay. Er besaß vor 2015 den INSEE-Code 4912.

## Veränderungen im Gemeindebestand seit 2015
2016: Fusion Les Cerqueux-sous-Passavant, La Fosse-de-Tigné, Nueil-sur-Layon, Tancoigné, Tigné, Trémont und Vihiers → Lys-Haut-Layon